# Pancze Kralew
Pancze Kralew (mac. Панче Кралев; ur. 30 sierpnia 1981 w Sztipie) – północnomacedoński polityk, w latach 2011–2013 minister edukacji i nauki.

## Życiorys
W młodości mieszkał w Maastricht, gdzie pobierał naukę podstawową oraz średnią, a w 1995 roku przeniósł się do Skopje, gdzie dwa lata później zdał maturę międzynarodową. Następnie ukończył studia ekonomiczne na University of Sheffield oraz na Uniwersytecie Bristolskim.
W 2001 roku był asystentem instytutu South East European Research Centre w Salonikach, pracował następnie jako doradca gospodarczy.
Od 28 lipca 2011 do 28 maja 2013 pełnił funkcję ministra edukacji i nauki. W kwietniu 2015 został prezesem Makedonskiego Telekomu.